# 須藤典明
須藤 典明（すどう のりあき、1950年6月21日 - ）は、日本の裁判官、弁護士。千葉県出身。中央大学法学部卒業。甲府地方裁判所・甲府家庭裁判所所長を経て、東京高等裁判所部総括判事を最後に、2015年に定年退官後、弁護士登録し、日本大学大学院法務研究科教授、原子力損害賠償紛争解決センター総括委員等を歴任。瑞宝重光章受章。

## 経歴
- 中央大学法学部卒業
- 1978年 司法修習生
- 1980年 東京地方裁判所判事補任官
- 1983年 東京法務局訟務部付
- 1985年 法務省訟務局付
- 1987年 人事院事務官
- 1988年 福岡地方裁判所判事補・福岡家庭裁判所判事補
- 1990年 福岡地方裁判所判事・福岡家庭裁判所判事
- 1991年 東京地方裁判所判事
- 1995年 司法研修所教官
- 1999年 東京地方裁判所判事
- 2001年 東京地方裁判所部総括判事（第48民事部）
- 2005年 司法研修所教官
- 2007年 東京地方裁判所部総括判事（第23民事部）
- 2009年7月 法務省大臣官房訟務総括審議官（検事一級・最高検察庁検事兼務）[2]
- 2012年3月 甲府地方裁判所・甲府家庭裁判所所長
- 2013年5月 東京高等裁判所部総括判事
- 2021年11月 瑞宝重光章受章[3]

## 主な判決
- 2002年9月3日　痴漢行為に対する刑事事件で痴漢冤罪を証明した（簡易裁判所で無罪が確定）男性が起こした民事裁判に対して、原告敗訴を言い渡した。同判決は，原告・被告双方の信用性評価が主たる争点の１つであるとした上で，被告の供述の信用性を認め，原告の供述の信用性を認めず，原告男性が痴漢行為を行ったと認定し，原告男性の訴えを退けた（原告男性は控訴したが棄却された）。判決理由において、「（女性が）過度に緊張したため、刑事裁判では十分な証言ができなかった」と述べた事が、被告女性が複数の男性から示談金の支払いを受けた実績がある事との食い違いとして指摘されている。この事件については，自身による審理過程の一部の説明が為されている。[4]
  - 夕刊フジ特捜班「追跡」
- 2009年2月17日　江戸川区職員の男性が起こした職場の受動喫煙による健康被害に基づく損害賠償において、受動喫煙による健康被害が生じているとする複数の大学教授の診断を誤診と認定し、請求を棄却した。男性職員は医師より自宅療養を命ぜられ、それについて区は減給処分を行っていた。
- 2013年10月31日　足立区アレフ規制条例に基づき足立区がアレフに対して行った過料5万円の処分につき、その取消しを求める訴訟の控訴審において、一審の棄却判決を取り消し、条例に基づく処分は違法であるとして過料処分を取り消す判決を言い渡した。
- 2014年6月26日　読売新聞の週刊ポストの記事に対する損害賠償及び謝罪広告掲載請求訴訟控訴審[5]